# アーサー・オックス・サルツバーガー・ジュニア
アーサー・オックス・サルツバーガー・ジュニア（Arthur Ochs Sulzberger Jr.、1951年9月22日 - ）は、アメリカ合衆国のジャーナリスト・実業家である。1992年から2018年にかけての『ニューヨーク・タイムズ』発行人であり、1997年よりニューヨーク・タイムズ・カンパニーの会長を務めている。

## 若年期と教育
サルツバーガーはニューヨーク州マウント・キスコで生まれた。父はアーサー・オックス・"パンチ"・サルツバーガー、母は父の1人目の妻のバーバラ・ウィンスロー・グラントである。父方の祖父はアーサー・ヘイズ・サルツバーガー、曽祖父はアドルフ・オックスである。同母の妹のカレン・オルデン・サルズバーガーは、作家のエリック・ラックスと結婚した。
サルツバーガーの母の出自はイングランドとスコットランドで、父はドイツ系ユダヤ人である。両親は彼が5歳の時に離婚した。サルツバーガーは母が信仰していた米国聖公会の教えの下で育ったが、現在はいかなる宗教も信仰していない。
1974年にタフツ大学で政治学の学士号(B.A.)を取得した。1970年代、サルツバーガーはベトナム戦争に反対しており、抗議集会に参加して逮捕されたこともある。

## キャリア
1974年から1976年までノースカロライナ州ローリーの『ローリー・タイムズ』紙で記者を務め、1976年から1978年までAP通信のロンドン特派員を務めた。
1978年にニューヨーク・タイムズ・カンパニーに入社し、ワシントンD.C.支局の特派員となった。1981年に地方面記者としてニューヨークに異動となり、翌年には地方面の編集者となった。1985年にハーバード・ビジネス・スクールの経営開発プログラムを卒業した。
1983年から1987年まで、サルツバーガーはプロダクションや経営企画などの経営部門で働いた。1987年1月、サルツバーガーは発行人補佐に任命された。1年後には副発行人に任命され、ニュース部門とビジネス部門を統括した。この間にサルツバーガーは、ニュージャージー州エジソンとニューヨーク市クイーンズ区カレッジポイントに新しい印刷・流通拠点を計画し、カラー印刷機を導入して6段のカラーの新聞の製作に関与した。
父アーサー・オックス・"パンチ"・サルツバーガーの跡を継いで、1992年に『ニューヨーク・タイムズ』の発行人に、1997年にニューヨーク・タイムズ・カンパニーの会長に就任した。2018年1月1日付で息子のA・G・サルツバーガーに発行人のポストを譲った。2020年9月、同年末をもってニューヨーク・タイムズ・カンパニーの会長を退任してA・G・サルツバーガーに譲り、自身は名誉会長となる予定であることが発表された。

## その他の活動
サルツバーガーは、1992年1月に正式に発足したタイムズスクエアビジネス改善地区の開発で中心的な役割を果たし、その市民組織の初代会長を務めた。
サルツバーガーはニューヨーク市のアウトワード・バウンド組織の設立に貢献し、2期に渡って会長を務めた。現在はモホンク保護区の理事を務めている。

## 私生活
1975年5月24日、サルツバーガーは芸術家のゲイル・グレッグと結婚した。結婚式は、カンザス州トピカで長老派教会の儀式により行われた。2人の間にはアーサー・グレッグ・サルツバーガー（A・G・サルツバーガー）とアニー・サルツバーガーの2人の子供がいる。2人は2008年5月に離婚を発表した。
2014年5月、サルツバーガーはガブリエル・グリーン(Gabrielle Greene)と婚約した。2人は2014年8月30日、マサチューセッツ州マーサズ・ヴィンヤードで結婚した。